# 韓流流行音樂節
韓流巨星音樂節（英語：HallyuPopFest）是於2018年9月7日至9日在新加坡首次舉辦。這是東南亞有史以來規模最大的K-Pop音樂節，也是新加坡首個此類音樂節。 該活動包括21場表演，展示了111位韓國藝術家。  它在新加坡室内体育馆舉行。  该节日于 2018 年 5 月 24 日通过媒体发布首次宣布。总部位于新加坡的 HAH 娱乐公司的组织者承诺“拥有众多粉丝喜爱的强大基础，其中不乏一些新面孔”。  

## 韓流巨星音樂節 2018
2018 年 5 月 25 日，宣布为粉丝提供 3 天通行证 。从 6 月 1 日起，HAH 娱乐开始通过音乐节的社交媒体账户公布韩流巨星音乐节的艺人阵容。
HallyuPopFest 2018 每天都有許多活動供持票者參加，从全球试镜、展示、包括击掌和合影的見面會、红地毯步行和晚间演唱會。    购买高级门票的粉丝可以参加见面会和拍照活动。  
韩国娱乐公司Jellyfish Entertainment 、 Starship Entertainment和Cube Entertainment分别在韩流巨星音乐节上花一天时间为韩国的偶像练习生进行全球试镜。 在下午的展示中，观众得到了更多的藝人互动。  
当天，表演藝人和晚间演唱會藝人都走在新加坡室内体育馆外的红地毯上，走上舞台，回答了媒体的一些问题，然后沿着地毯继续拍照。 粉丝们在红地毯上排成一排，与他们的偶像互动并给他们送礼物。 
在最後一晚音樂會結束時， Eric Nam宣布HallyuPopFest将于2019年回归。 

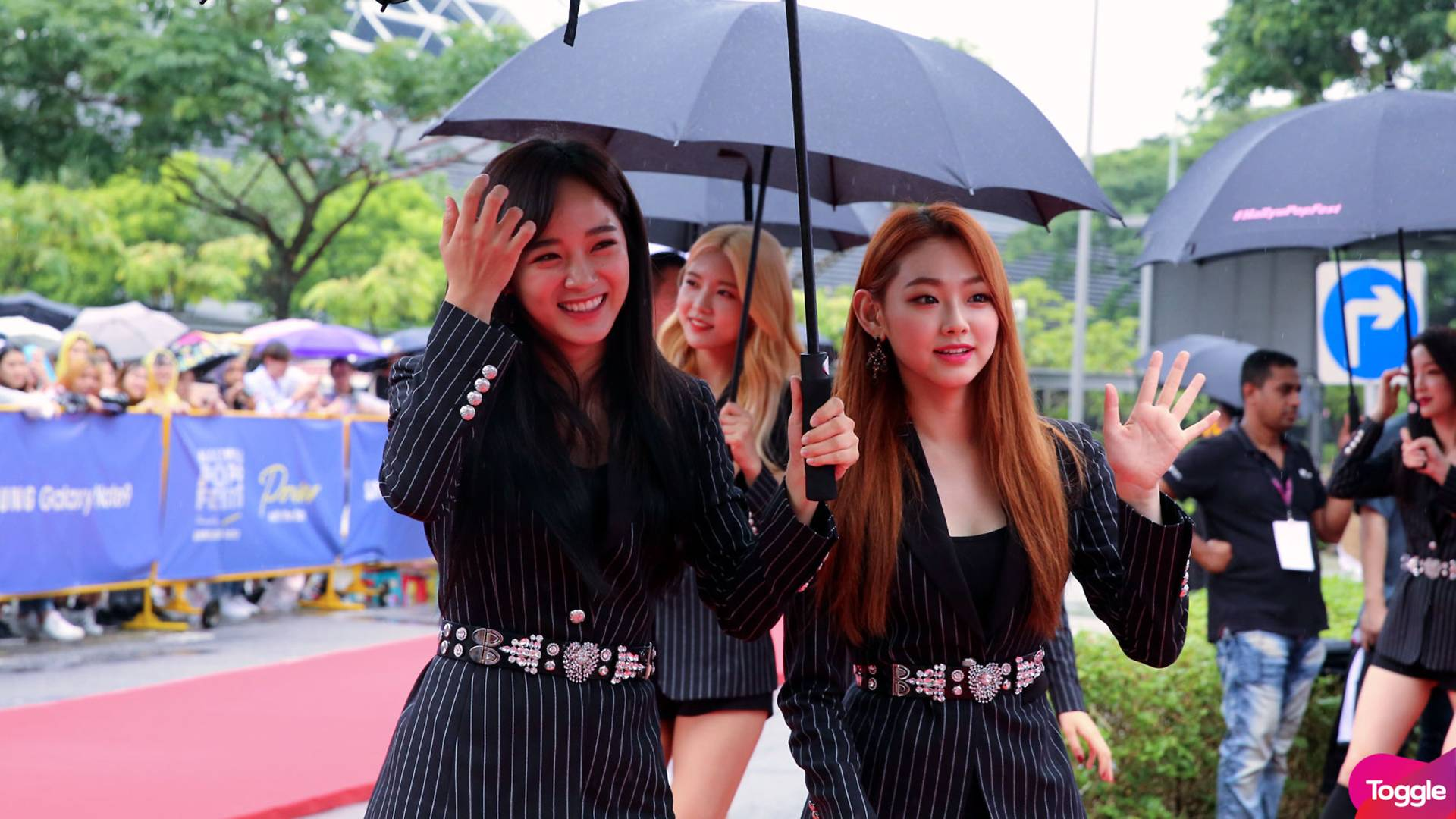
gugudan走在HallyuPopFest 2018红毯上

红毯在户外举行，第一天的红毯因为下雨几乎被取消，但藝人们继续撑着雨伞走着。  

### 艺人阵容
艺人阵容包括： BTOB 、昭宥、Gugudan 、郑世云、柳承佑、 Dreamcatcher 、 Myteen 、 Apink 、 Eric Nam 、许阁、 EXID 、 Victon 、 ONF 、 Snuper 、 NCT 127 、泰妍（少女时代 )、 AOA 、 UNB 、 MOMOLAND 、 Heize和Wanna One 。
| 日期       | 出場藝人     |
| ---------- | ------------ |
| 9月7日(五) | 柳昇佑       |
| 9月7日(五) | Gugudan      |
| 9月8日(六) | 郑世云       |
| 9月8日(六) | MOMOLAND     |
| 9月9日(日) | Dreamcatcher |
| 9月9日(日) | MYTEEN       |

| 第1天（9月7日星期五） | 第2天（9月8日星期六） | 第3天（9月9日星期日） |
| --------------------- | --------------------- | --------------------- |
| Eric Nam (主持人)     | Eric Nam (主持人)     | Eric Nam (主持人)     |
| Wanna One             | Wanna One             | 泰妍（少女时代）      |
| Apink                 | EXID                  | BTOB                  |
| 许阁                  | AOA                   | NCT 127               |
| VICTON                | 昭宥                  | Heize                 |
| MOMOLAND              | ONF                   | UNB                   |
|                       | Snuper                | Dreamcatcher          |

## 韓流巨星音樂節 2019
2019年1月30日宣布，HallyuPopFest 2019 将于5月25日星期六和5月 26日星期日举行。 音乐节将再次在新加坡室内体育馆举行。
回归第二版，HallyuPopFest 将自己确立为东南亚最大的 K-pop 音乐节，旨在讓粉丝更接近他们最喜欢的韩国明星。与去年一样，该节日将包括下午的表演、晚间演唱會、红地毯活动和粉丝参与机会。 

毫无疑问，HallyuPopFest 是一个收视率高且备受期待的 K-pop 音乐节，尤其是对于新加坡的 K-pop 粉丝而言：
“如果今年只能选择一个音乐节，HalyuPopFest 是 K-pop 狂热者不容错过的音乐节。这场为期两天的大型盛会回归新加坡，带来势不可挡的大牌明星阵容以及崭露头角的表演，这些都将在今年 5 月引起全場觀眾鼓掌。” 
今年的音樂節上一個令人兴奋的补充是全新的韩流城部分，該部分將向公眾開放，包括非持票者。將有各種各樣的展位，从K-Food到K-Beauty、K-Lifestyle等等。还将有一个专门的粉丝支持区—粉丝们为支持他们的偶像而制作的商品。 
韩流城还将作为主要的节日广场，每天举行红地毯活动。红地毯活动免费向公众开放。还宣布今年所有艺术家都将走红地毯。 

### 艺人阵容
K-pop 的大明星之一Super Junior 将与其他 14 个已確立的和崭露头角的 K-pop 团体有：A.C.E, GWSN, N.Flying, Oh My Girl, NU'EST, 孝琳, Winner, Verivery, Kanto, TREI, (G)I-DLE, KARD, Pentagon 和 Monsta X。
| 日期        | 出場藝人 |
| ----------- | -------- |
| 5月25日(六) | A.C.E    |
| 5月25日(六) | GWSN     |
| 5月26日(日) | Verivery |
| 5月26日(日) | Kanto    |
| 5月26日(日) | TREI     |

| 第1天（9月25日星期六） | 第2天（5月26日星期日） |
| ---------------------- | ---------------------- |
| N.Flying               | (G)I-DLE               |
| Oh My Girl             | KARD                   |
| NU'EST                 | Pentagon               |
| 孝琳                   | Monsta X               |
| WINNER                 | Super Junior           |
| GWSN                   |                        |

## 倫敦韓流巨星音樂節 2022
HallyuPopFest 于2022年4月1日宣布回归第3届。
该活动还透露了其前往新城市的计划，首次将业务扩展到新加坡以外。在音乐节的社交媒体上发布了几个预告片后，正式宣布该活动将于 2022年7月9日至10日在伦敦的溫布利體育館举行。

### 艺人阵容
2022年4月13日，韩流巨星音乐节开始公布第一波艺人，包括ASTRO 、 MAMAMOO的華莎、 SF9 、 EVERGLOW 、 ONEUS和CRAVITY、  Kep1er。 在计划出现在艺术节的 14 位艺术家中，还有 8 位艺术家尚未公布。

## 外部連結
- 官方网站